# Amphiascus paracaudaespinosus
Amphiascus paracaudaespinosus är en kräftdjursart som beskrevs av K. Roe 1958. Amphiascus paracaudaespinosus ingår i släktet Amphiascus och familjen Diosaccidae. Inga underarter finns listade i Catalogue of Life.